# Ferrari F163

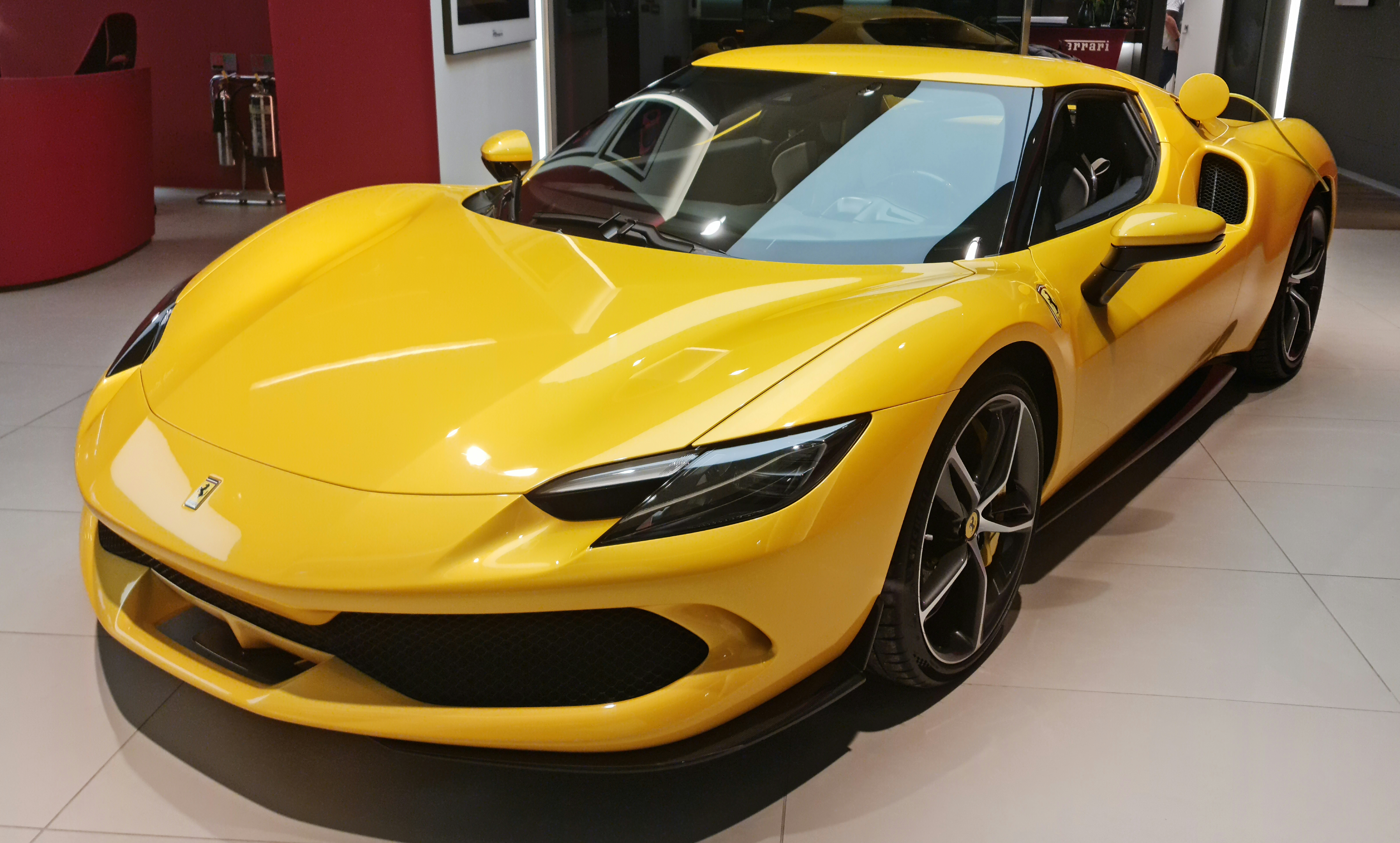
Ferrari 296 GTB è stata la prima vettura a montare questo motore

Il Ferrari F163 è un motore a benzina V6 con un angolo tra le due bancate di 120° con carter secco, sviluppato e prodotto dalla casa automobilistica italiana Ferrari a partire dal 2021.

## Descrizione
Questo motore ha una cilindrata di 2992 cm³, eroga 663 CV di potenza massima e adotta i sistemi di distribuzione con doppio albero a camme in testa, fasatura variabile e 4 valvole per cilindro. All'interno della V sono alloggiati due turbocompressori forniti dalla nipponica IHI; il loro posizionamento fa sì che i collettori di scarico si trovino quindi all'interno delle due bancate, mentre i collettori di aspirazione si trovino nel lato esterno. Questa soluzione tecnica, già adottata in precedenza negli anni '80 sulle monoposto da Formula 1 come la Ferrari 126 CK, permette di ridurre il turbo lag.
La potenza massima viene erogata a 8000 giri/min; accoppiato al motore endotermico vi è un propulsore elettrico da 123 kW (167 CV) e 315 Nm, portando la potenza totale a 829 CV e la coppia massima a 740 Nm.
È il primo motore Ferrari a 6 cilindri progettato e sviluppato per l'uso su strada ad adottare la sovralimentazione tramite turbocompressore ed il secondo con architettura a 6 cilindri a V dopo il Dino V6 degli anni '60.
L'F163 rispetto ai precedenti V8 pesa 30 kg in meno.

## Versioni

### Applicazioni stradali
| Codice motore | Cilindrata Alesaggio x corsa | Anni di produzione | Vetture                                     | Potenza                                            | Coppia            |
| ------------- | ---------------------------- | ------------------ | ------------------------------------------- | -------------------------------------------------- | ----------------- |
| F163 BC       | 2992 cc 88.0 x 82.0 mm       | 2021–in produzione | Ferrari 296 GTB Ferrari 296 GTS             | 663 cv a 8000 rpm + 167 cv da un motore elettrico  | 740 Nm a 6250 rpm |
|               | 2992 cc 88.0 x 82.0 mm       | 2025–in produzione | Ferrari 296 Speciale Ferrari 296 Speciale A | 700 cv a 8000 rpm + 180 cv da un motore elettrico  | 755 Nm a 6000 rpm |
| F163 CF       | 2992 cc 88.0 x 82.0 mm       | 2025–in produzione | Ferrari F80                                 | 900 cv a 8750 rpm + 300 cv da tre motori elettrici | 850 Nm a 5550 rpm |

### Competizioni
| Codice motore | Cilindrata Alesaggio x corsa | Anni di produzione | Vetture               | Potenza                                           | Coppia            |
| ------------- | ---------------------------- | ------------------ | --------------------- | ------------------------------------------------- | ----------------- |
| F163 CE       | 2992 cc 88.0 x 82.0 mm       | 2023–in produzione | Ferrari 296 GT3       | 600 cv a 6250 rpm                                 | 710 Nm a 5500 rpm |
|               | 2992 cc 88.0 x 82.0 mm       | 2024–in produzione | Ferrari 296 Challenge | 700 cv a 7500 rpm                                 | 740 Nm a 6000 rpm |
|               | 2992 cc 88.0 x 82.0 mm       | 2023–in produzione | Ferrari 499P          | 680 cv a 8000 rpm + 272 cv da un motore elettrico |                   |

1. 1 2  Unità elettrica non presente
2. ↑  Prestazioni imposte da regolamento tecnico Le Mans Hypercar